# グローバルステップアカデミーインターナショナルスクール
グローバルステップアカデミーインターナショナルスクール（英語: Global Step Academy International Schoolは、東京都立川市にある、保育部と幼稚部を併設するインターナショナル・プリスクール。

## 沿革
- 2013年9月 - 東京ウエストインターナショナルスクールの保育部および幼稚部として開設され、セントラルフォレストインターナショナルスクール立川と称した[1]。
- 2016年9月 - グローバル・ステップ・アカデミーを運営する株式会社GLOBAL EDUCATIONAL PARTNERSに移管
- 2017年7月 - GLOBAL STEP ACADEMY INTERNATIONAL SCHOOLに名称とカリキュラムが変更された。